# Полдарса (посёлок)
Полдарса — посёлок в Великоустюгском районе Вологодской области. Административный центр Опокского сельского поселения и Опокского сельсовета.

## География
Находится на правом берегу реки Сухоны, при федеральной автотрассе А-123. Фактически вместе с деревней Полдарса образует объединенный населённый пункт.
Расстояние до районного центра Великого Устюга по автодороге — 65 км. Ближайшие населённые пункты — Никулино, Полдарса, Белая.
В 7 километрах от посёлка, выше по течению, находится водопад Васькин ключ, памятника природы регионального значения.

## Палеонтология
Напротив восточной окраины посёлка, на пойме левого берега Сухоны расположено местонахождение окаменелостей животных позднего пермского периода (сухонский-путятинский интервалы, северодвинский век), тоже названное Полдарса. Обильный ископаемый материал представлен раковинами остракод и двустворчатых моллюсков, костями и копролитами рыб и хрониозухид Suchonica vladimiri. Наличие последних позволяет отнести данное местонахождение к котельничскому субкомплексу.

## Население
| 2010 |
| ---- |
| 1163 |

По переписи 2002 года население — 1447 человек (685 мужчин, 762 женщины). Преобладающая национальность — русские (98 %).

## Инфраструктура
Церковь Симона Воломского.

## Транспорт
Посёлок доступен автотранспортом.